# Shewanella haliotis
Espèce

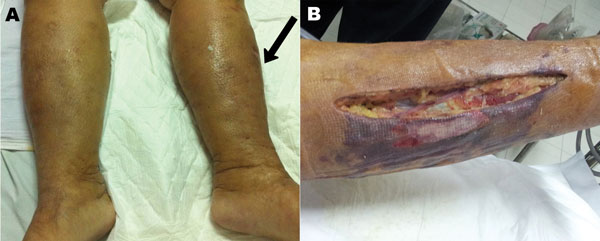
Infection grave de Shewanella Haliotis des tissus mous de la jambe d'une femme en Thaïlande, 2012. On voit un gonflement douloureux de la jambe gauche avec érythème. A) La flèche indique la zone touchée par l'infection. B) Fasciotomie postopératoire avec les tissus nécrosés.

 Shewanella haliotis  est une espèce de bactéries en forme de tige, Gram négatif et facultativement anaérobe. Cette bactérie a d'abord été isolé de la microflore intestinale d'ormeaux recueillies de l'océan près de Yeosu, Corée du Sud, par Kim et al. en 2007. Le genre Shewanella avait déjà été nommé en 1985 par MacDonell et Colwell en l'honneur du microbiologiste écossais James M. Shewan, pour son travail en microbiologie des pêches.

## Pathologies humaines
La voie d'infection par shewanella halliotsis est associée à un contact direct avec l'organisme par l'eau de mer ou par l'ingestion de fruits de mer crus, provoquant une infection sévère des tissus mous. Selon une étude, un cas d'infection se trouve être sensible aux antibiotiques suivants : ciprofloxacine (0,25 mg / L), pipéracilline/tazobactam (1,0 mg / L), ceftriaxone (1,0 mg / L), et meropenem (0,38 mg / L). Le patient avait de la fièvre pendant les 2 premiers jours d'hospitalisation. Après 2 semaines de traitement, le médicament antimicrobien a été changé à la ciprofloxacine par voie orale ; le traitement a été poursuivi après le nettoyage et le débridement de la plaie de fasciotomie.